# Nisaetus alboniger
El águila-azor indonesia (Nisaetus alboniger), anteriormente tratada en Spizaetus, es una especie de ave rapaz diurna de la familia Accipitridae.
Se reproduce en la península de Malaca, Sumatra y Borneo. Es un ave de bosques abiertos, aunque las formas insulares prefieren una mayor densidad de árboles. Construye el nido de ramas en un árbol y pone un solo huevo.